# Нидерверт
Нидерверт (нем. Niederwerth) — община в Германии, в земле Рейнланд-Пфальц. 
Входит в состав района Майен-Кобленц. Подчиняется управлению Фаллендар.  Население составляет 1392 человека (на 31 декабря 2010 года). Занимает площадь 3,03 км².